# 41 Dywizja Piechoty (III Rzesza)
41 Dywizja Piechoty (niem. 41. Infanterie-Division) – niemiecka dywizja z czasów II wojny światowej, sformowana w styczniu 1945 roku na bazie 41 Dywizji Fortecznej (41. Festungdivision) przez VIII Okręg Wojskowy w Slavonskim Brodzie.
Walczyła z Armią Czerwoną nad rzekami Drawa i Sawa. 8 maja 1945 r. poddała się Jugosłowianom.

## Dowódca dywizji
- gen. por. Wolfgang Hauser I 1945 – 8 V 1945;

## Struktura organizacyjna
- Skład w styczniu 1945:

1230., 1231. i 1232 pułk grenadierów, 141 pułk artylerii, 141 batalion pionierów, 41 dywizyjny batalion fizylierów, 141 oddział przeciwpancerny, 141 oddział łączności, 141 polowy batalion zapasowy;